# Flavipanurgus venustus
Flavipanurgus venustus är en biart som först beskrevs av Wilhelm Ferdinand Erichson 1835.  Flavipanurgus venustus ingår i släktet Flavipanurgus och familjen grävbin. Inga underarter finns listade i Catalogue of Life.